# Један, два
Један, два је трећи студијски албум српског и ромског певача Џеја Рамадановског, издат у децембру 1989. године за Дискотон.

## Списак песама
| №   | Назив                   | Трајање |  |
| 1.  | Један, два              | 3:05    |  |
| 2.  | Живот кратко траје      | 2:36    |  |
| 3.  | Очи моје                | 2:34    |  |
| 4.  | Љубав је ласта          | 3:35    |  |
| 5.  | Твоје око гараво        | 3:31    |  |
| 6.  | Памти срце памти        | 3:09    |  |
| 7.  | То је жена мојих снова  | 2:32    |  |
| 8.  | Ником није жао као мени | 2:40    |  |
| 9.  | Три године живим сам    | 3:26    |  |
| 10. | Проклета била           | 3:16    |  |